# NGC 1141
NGC 1141 = NGC 1143 ist eine linsenförmige Galaxie vom Hubble-Typ S0 im Sternbild Walfisch in der Umgebung des Himmelsäquators, die im New General Catalogue (NGC) verzeichnet ist. 
Die Galaxie wurde am 5. Oktober 1864 von dem deutschen Astronomen Albert Marth mit einem 122-cm-Spiegelteleskop entdeckt und unabhängig davon erneut im Jahr 1876 vom französischen Astronomen Édouard Stephan mit einem 80-cm-Teleskop. Bei der Erstellung des NGC wurde nicht erkannt, dass beide Beobachtungen dieselbe Galaxie betreffen, weshalb die erste Beobachtung unter der Nummer 1141 verzeichnet ist und die spätere unter 1143.
Die Galaxie NGC 1141 interagiert heftig mit der nur 20 kpc entfernten Galaxie NGC 1144 und bewirkt bei dieser eine besondere Kinematik, die zu einer stark verzerrten Spiralstruktur führt. Die wechselwirkenden Galaxien sind im Atlas of Peculiar Galaxies als Arp 118 aufgeführt. Halton Arp gliederte seinen Katalog ungewöhnlicher Galaxien nach rein morphologischen Kriterien in Gruppen. Diese Galaxie gehört zu der Klasse Elliptischer Galaxien nahe bei Spiralgalaxien und diese störend (Arp-Katalog). 